# ادی دیبز
ادی دیبز (انگلیسی: Eddie Dibbs؛ زاده ۲۳ فوریهٔ ۱۹۵۱) یک تنیس‌باز اهل ایالات متحده آمریکا است.